# Чемпионат Европы по борьбе 1898
Неофициальный чемпионат Европы по борьбе 1898 года проходил в Вене (Австро-Венгрия). Борьба велась в греко-римском стиле. Все участники боролись в одном весе, независимо от их личного веса.

## Результаты
| Место | Страна              | Спортсмен         |
| ----- | ------------------- | ----------------- |
| 1     | Российская империя  | Георг Гаккеншмидт |
| 2     | Германская империя  | Михаэль Хитцлер   |
| 3     | Австрийская империя | Бургхард Г.       |
| 4     | Австрийская империя | Рудольф Грундл    |
| 5     | Германская империя  | Ксавер Блетте     |